# Aspidistra huanjiangensis
Aspidistra huanjiangensis är en sparrisväxtart som beskrevs av G.Z.Li och Y.G.Wei. Aspidistra huanjiangensis ingår i släktet Aspidistra och familjen sparrisväxter. Inga underarter finns listade i Catalogue of Life.